# Watervliet (Michigan)
Watervliet est une ville du comté de Berrien, dans l'État du Michigan, aux États-Unis. En 2020, sa population était de 1 669 habitants.